# Omar El-Hariri
Omar Mokhtar El-Hariri (àrab: عمر الحريري, ʿUmar al-Ḥarīrī) (Líbia, 1944 - Beida, 2 de novembre de 2015) va ser una figura de lideratge del Consell Nacional de Transició (CNT) de Líbia que va servir com a Ministre d'Assumptes Militars el 2011 durant la Guerra Civil del seu país. El va controlar l'Exèrcit d'Alliberament Nacional Libi i la Força Aèria Líbia Lliure de març a maig del mateix any. Si bé no va servir molt temps en el consell executiu després de ser substituït per Jalal al-Digheily, ell va encapçalar els Assumptes Militars en la legislatura unicameral del CNT.
El-Hariri es va involucrar en el cop d'estat de l'1 de setembre de 1969, contra la monarquia que liderava el rei Idris I, que va organitzar el coronel Moammar al-Gaddafi iniciant una dictadura de 42 anys. Va organitzar una conspiració per derrocar-lo el 1975. Quan el cop va ser descobert, 300 homes van ser arrestats, 4 d'ells van morir durant l'interrogatori; de la resta, 21 van ser sentenciats a mort, incloent El-Hariri. Va estar empresonat per 15 anys de 1975 a 1990 sota sentència de mort, amb 4 anys i mig en confinament solitari. Gadafi li va commutar la sentència el 1990 i El-Hariri subsecuentemente va estar baix arrest domiciliari fins que ho va acabar la guerra de 2011. Després de ser alliberat de la seva detenció, eventualment va encapçalar les forces armades del CNT.
En una entrevista amb The Globe and Mail, El-Hariri va parlar del futur de Líbia: «Triaran un nou president i servirà durant un temps limitat. Podria ser retirat si no serveix a la gent. I, per descomptat, necessitarem un parlament i un sistema multipartidista».
El 19 de maig de 2011 The Economist va reportar que Jalal al-Digheily va ser nomenat "Ministre de Defensa". Al Jazeera i la Fundació Jamestown van confirmar després que Digheily va substituir al-Hariri. A diferència del-Hariri, Digheily va ser reportat prèviament a un lloc en el consell executiu del CNT, el departament d'“assumptes militars” va ser encapçalat durant algun temps per El-Hariri. Va morir en un accident de trànsit el 2 de novembre de 2015 sobre la carretera entre Al Bayda i Al Qubbah en Líbia.